# 北宮結
北宫结（？—？），中国春秋时期卫国的卿。
前503年，卫灵公想背离晋国，与齐国结盟，大臣都不同意。卫灵公于是让北宫喜出使齐国，暗地里告诉齐景公扣留北宫结，攻打卫国。齐景公照做了，于是卫齐二国结盟。北宫结与公叔戌关系好，前496年，被卫灵公驱逐，公叔戌、北宫结先后逃到鲁国。